# Copa Libertadores 1993
Navigation
Édition précédente Édition suivante
La Copa Libertadores 1993 est la 34e édition de la Copa Libertadores. Le club vainqueur de la compétition est désigné champion d'Amérique du Sud 1993 et se qualifie pour la Coupe intercontinentale 1993 et la Copa Interamericana 1993.
C'est le tenant du titre, le club brésilien du São Paulo Futebol Clube qui remporte à nouveau le trophée cette année, après avoir battu en finale les Chiliens de l'Universidad Catolica. São Paulo est la première équipe depuis Boca Juniors en 1977-1978 à conserver son trophée. L'attaquant argentin de Catolica Juan Carlos Almada termine meilleur buteur de la compétition avec neuf buts inscrits.
La compétition conserve le même format que les années précédentes. Le premier tour compte quatre poules de cinq équipes, dont les trois premiers disputent la phase finale où ils sont rejoints par le tenant du titre. La phase finale est jouée sous forme de rencontres à élimination directe, des huitièmes de finale jusqu'à la finale. En cas d'égalité de résultat, les clubs disputent une séance de tirs au but : il n'y a pas de match d'appui et la règle des buts marqués à l'extérieur n'est pas utilisée.

## Clubs engagés
- São Paulo Futebol Clube - Tenant du titre
- Club Atlético River Plate - Vainqueur de la Superfinale 1991-1992
- Newell's Old Boys - Vainqueur du barrage pré-Libertadores 1991-1992
- Club Bolívar - Champion de Bolivie 1992
- Club Deportivo San José - Vice-champion de Bolivie 1992
- Clube de Regatas do Flamengo - Champion du Brésil 1992
- Sport Club Internacional - Vainqueur de la Copa do Brasil 1992
- Club de Deportes Cobreloa - Vice-champion du Chili 1992
- CD Universidad Catolica - Vainqueur de la Liguilla pré-Libertadores 1992
- Corporación Deportiva América Cali - Champion de Colombie 1992
- Corporación Deportiva Club Atlético Nacional - Vice-champion de Colombie 1992
- Club Deportivo El Nacional - Champion d'Équateur 1992
- Barcelona Sporting Club - Vice-champion d'Équateur 1992
- Cerro Porteño - Champion du Paraguay 1992
- Club Olimpia - Finaliste du championnat du Paraguay 1992
- Club Universitario de Deportes - Champion du Pérou 1992
- Club Sporting Cristal - Vice-champion du Pérou 1992
- Club Nacional de Football - 1er de la Liguilla pré-Libertadores 1992
- Club Atlético Bella Vista - 2e de la Liguilla pré-Libertadores 1992
- Caracas Futbol Club - Champion du Venezuela 1991-1992
- Minervén FC - Vice-champion du Venezuela 1991-1992

## Compétition

### Premier tour
| Rang | Équipe                         | Pts | J | G | N | P | Bp | Bc | Diff |  | Résultats (▼ dom., ► ext.)     | Uni | Cri | Min | Car |
| ---- | ------------------------------ | --- | - | - | - | - | -- | -- | ---- |  | ------------------------------ | --- | --- | --- | --- |
| 1    | Club Universitario de Deportes | 9   | 6 | 3 | 3 | 0 | 14 | 7  | +7   |  | Club Universitario de Deportes |     | 2-2 | 2-0 | 4-1 |
| 2    | Club Sporting Cristal          | 7   | 6 | 3 | 1 | 2 | 13 | 9  | +4   |  | Club Sporting Cristal          | 1-3 |     | 6-2 | 0-1 |
| 3    | Minervén FC                    | 4   | 6 | 1 | 2 | 3 | 6  | 12 | -6   |  | Minervén FC                    | 2-2 | 0-1 |     | 1-0 |
| 4    | Caracas Futbol Club            | 4   | 6 | 1 | 2 | 3 | 5  | 10 | -5   |  | Caracas Futbol Club            | 1-1 | 1-3 | 1-1 |     |

| Match pour la 3e place | Minervén FC | 1 - 0 | Caracas Futbol Club | Caracas |  |
| 31 mars 1993           | Matuszyczk  |       |                     |         |  |

| Rang | Équipe                    | Pts | J | G | N | P | Bp | Bc | Diff |  | Résultats (▼ dom., ► ext.) | UCa | Bol | Cob | Sjo |
| ---- | ------------------------- | --- | - | - | - | - | -- | -- | ---- |  | -------------------------- | --- | --- | --- | --- |
| 1    | CD Universidad Catolica   | 8   | 6 | 3 | 2 | 1 | 15 | 8  | +7   |  | CD Universidad Catolica    |     | 3-0 | 1-1 | 4-1 |
| 2    | Club Bolívar              | 7   | 6 | 3 | 1 | 2 | 10 | 7  | +3   |  | Club Bolívar               | 3-1 |     | 3-0 | 3-1 |
| 3    | Club de Deportes Cobreloa | 7   | 6 | 2 | 3 | 1 | 8  | 9  | -1   |  | Club de Deportes Cobreloa  | 1-1 | 1-1 |     | 2-1 |
| 4    | Club Deportivo San José   | 2   | 6 | 1 | 0 | 5 | 8  | 17 | -9   |  | Club Deportivo San José    | 2-5 | 1-0 | 2-3 |     |

| Rang | Équipe                     | Pts | J | G | N | P | Bp | Bc | Diff |  | Résultats (▼ dom., ► ext.) | Nac | ElN | Bar | BVi |
| ---- | -------------------------- | --- | - | - | - | - | -- | -- | ---- |  | -------------------------- | --- | --- | --- | --- |
| 1    | Club Nacional de Football  | 8   | 6 | 3 | 2 | 1 | 12 | 6  | +6   |  | Club Nacional de Football  |     | 5-1 | 3-0 | 2-2 |
| 2    | Club Deportivo El Nacional | 6   | 6 | 3 | 0 | 3 | 9  | 11 | -2   |  | Club Deportivo El Nacional | 0-0 |     | 1-0 | 5-0 |
| 3    | Barcelona Sporting Club    | 5   | 6 | 2 | 1 | 3 | 8  | 7  | +1   |  | Barcelona Sporting Club    | 1-1 | 4-0 |     | 2-0 |
| 4    | Club Atlético Bella Vista  | 5   | 6 | 2 | 1 | 3 | 6  | 11 | -5   |  | Club Atlético Bella Vista  | 0-1 | 2-0 | 2-1 |     |

| Rang | Équipe                       | Pts | J | G | N | P | Bp | Bc | Diff |  | Résultats (▼ dom., ► ext.)   | Fla | ACa | Nac | Int |
| ---- | ---------------------------- | --- | - | - | - | - | -- | -- | ---- |  | ---------------------------- | --- | --- | --- | --- |
| 1    | Clube de Regatas do Flamengo | 7   | 6 | 3 | 1 | 2 | 9  | 7  | +2   |  | Clube de Regatas do Flamengo |     | 1-3 | 3-1 | 3-1 |
| 2    | CD América Cali              | 7   | 6 | 3 | 1 | 2 | 12 | 11 | +1   |  | CD América Cali              | 2-1 |     | 0-3 | 4-2 |
| 3    | Atlético Nacional            | 7   | 6 | 3 | 1 | 2 | 8  | 6  | +2   |  | Atlético Nacional            | 0-1 | 3-2 |     | 0-0 |
| 4    | Sport Club Internacional     | 3   | 6 | 0 | 3 | 3 | 4  | 9  | -5   |  | Sport Club Internacional     | 0-0 | 1-1 | 0-1 |     |

| Rang | Équipe                    | Pts | J | G | N | P | Bp | Bc | Diff |  | Résultats (▼ dom., ► ext.) | CPo | New | Oli | RPl |
| ---- | ------------------------- | --- | - | - | - | - | -- | -- | ---- |  | -------------------------- | --- | --- | --- | --- |
| 1    | Cerro Porteño             | 7   | 6 | 2 | 3 | 1 | 5  | 4  | +1   |  | Cerro Porteño              |     | 0-0 | 0-0 | 2-1 |
| 2    | Newell's Old Boys         | 6   | 6 | 1 | 4 | 1 | 4  | 4  | 0    |  | Newell's Old Boys          | 1-2 |     | 1-1 | 0-0 |
| 3    | Club Olimpia              | 6   | 6 | 1 | 4 | 1 | 6  | 6  | 0    |  | Club Olimpia               | 1-0 | 1-1 |     | 1-1 |
| 4    | Club Atlético River Plate | 5   | 6 | 1 | 3 | 2 | 4  | 5  | -1   |  | Club Atlético River Plate  | 1-1 | 0-1 | 1-0 |     |

### Huitièmes de finale
| Équipe 1                       | Résultat | Équipe 2                   | Aller | Retour |
| ------------------------------ | -------- | -------------------------- | ----- | ------ |
| Club Deportivo El Nacional     | 3 - 4    | Club Sporting Cristal      | 3 - 0 | 0 - 4  |
| Cerro Porteño                  | 3 - 1    | Club de Deportes Cobreloa  | 1 - 1 | 2 - 0  |
| CD Universidad Católica        | 3 - 2    | Atlético Nacional          | 2 - 0 | 1 - 2  |
| Club Universitario de Deportes | 2 - 4    | Barcelona Sporting Club    | 2 - 1 | 0 - 3  |
| Club Nacional de Football      | 1 - 5    | Club Olimpia               | 1 - 2 | 0 - 3  |
| Clube de Regatas do Flamengo   | 9 - 2    | Minervén FC                | 8 - 2 | 1 - 0  |
| Newell's Old Boys              | 2 - 4    | São Paulo Futebol Clube'T' | 2 - 0 | 0 - 4  |
| CD América Cali                | 3 - 2    | Club Bolívar               | 2 - 1 | 1 - 1  |

### Quarts de finale
Le tirage au sort est orienté afin que les clubs issus d'un même pays se rencontrent, pour éviter une finale entre deux formations d'une même fédération.
| Équipe 1                     | Résultat      | Équipe 2                   | Aller | Retour |
| ---------------------------- | ------------- | -------------------------- | ----- | ------ |
| CD América Cali              | 5 - 4         | Club Sporting Cristal      | 2 - 2 | 3 - 2  |
| Clube de Regatas do Flamengo | 1 - 3         | São Paulo Futebol Clube'T' | 1 - 1 | 0 - 2  |
| CD Universidad Católica      | 4 - 1         | Barcelona Sporting Club    | 3 - 1 | 1 - 0  |
| Club Olimpia                 | 1 - 1 2-4 tab | Cerro Porteño              | 1 - 1 | 0 - 0  |

### Demi-finales
| Équipe 1                | Résultat | Équipe 2           | Aller | Retour |
| ----------------------- | -------- | ------------------ | ----- | ------ |
| São Paulo Futebol Clube | 1 - 0    | Cerro Porteño      | 1 - 0 | 0 - 0  |
| CD Universidad Católica | 3 - 2    | CD América de Cali | 1 - 0 | 2 - 2  |

### Finale
| 19 mai 1993 | São Paulo Futebol Clube                                         | 5 – 1 | CD Universidad Catolica | Stade Morumbi, São Paulo                            |                                                     |
|             | López 30e (csc) · Vitor 40e · Gilmar 54e · Rai 60e · Müller 65e |       | Almada 85e (pen.)       | Spectateurs : 99 000 Arbitrage : José Torres Cadena | Spectateurs : 99 000 Arbitrage : José Torres Cadena |

| 26 mai 1993 | CD Universidad Catolica       | 2 – 0 | São Paulo Futebol Clube | Estadio Nacional, Santiago                              |                                                         |
|             | Lunari 9e · Almada 15e (pen.) |       |                         | Spectateurs : 50 000 Arbitrage : Juan Francisco Escobar | Spectateurs : 50 000 Arbitrage : Juan Francisco Escobar |

| Vainqueur de la Copa Libertadores 1993 |
| -------------------------------------- |
| São Paulo Futebol Clube Second titre   |